# Ildefonso di Toledo
Ildefonso di Toledo (Toledo, 607 – Toledo, 4 aprile 667), fu arcivescovo di Toledo dal 657 sino alla morte ed è uno dei padri della Chiesa, considerato santo dalla Chiesa cattolica e dalla Chiesa ortodossa.

## Biografia
Per ricostruire la sua biografia, oltre ai dati contenuti nelle sue opere, disponiamo principalmente del Beati Ildephonsi Elogium di Giuliano di Toledo, suo contemporaneo e secondo successore sulla cattedra toledana, scritta come appendice al De viris illustribus. La Vita vel gesta S. Ildephonsi Sedis Toletanae Episcopi, attribuita a Cixila, arcivescovo di Toledo (774-783), dove si menzionano per la prima volta i miracoli della sua vita e la Vita Ildephonsi Archiepiscopi Toletani di frate Rodrigo Manuel Cerratense, (XIII secolo), aggiungono all'Elogium tradizioni posteriori con tinte leggendarie.
Nato nel 607, durante il regno di Viterico a Toledo, di stirpe germanica, era membro di una delle distinte famiglie reali visigote. Secondo una tradizione raccolta da Nicolás Antonio, fu nipote dell'arcivescovo di Toledo sant'Eugenio III, che gli fornì la prima istruzione. Per lo stile dei suoi scritti e per i giudizi emessi nel suo De viris illustribus sui personaggi che menziona, si deduce che ricevette una brillante formazione letteraria. Secondo la sua stessa testimonianza fu ordinato diacono (circa 632-633) da Eladio, arcivescovo di Toledo. In un passaggio interpolato dell'Elogium, si dice che ancora da bambino, fece ingresso nel monastero agaliense, presso Toledo, contro la volontà dei genitori. Più oltre si afferma che «...si dilettava con la vita dei monaci», frase che deve interpretarsi, seguendo Flórez, nel senso che già dall'infanzia mostrò inclinazione per lo stato religioso. Ildefonso fu molto attaccato a questo monastero, come egli stesso ricorda parlando di Eladio, e come si deduce dal De viris illustribus con cui intende esaltare la sede toledana e forse mostrare il ruolo privilegiato che attribuiva al monastero agaliense.
Quando era già nel monastero, fondò un convento di religiose dotandolo con i beni che ereditò, e in data sconosciuta (650?), fu eletto abate. Firma fra gli abati nei concili VIII e IX di Toledo, ma non si riscontra la sua firma nel X (656).
Morto il vescovo Eugenio III fu eletto arcivescovo di Toledo nell'anno 657 e secondo l'Elogium fu obbligato ad occupare la sede dal re Reccesvindo. Nella corrispondenza intrattenuta con Quirico, vescovo di Barcellona, si lamenta delle difficoltà dei suoi tempi. A queste difficoltà l'Elogium attribuisce il fatto che avesse lasciato ancora incompleti alcuni scritti. Morì nel 667 e fu sepolto nella chiesa di santa Leocadia di Toledo e successivamente traslato a Zamora. La sua festa si celebra il 23 gennaio. È patrono della città di Toledo e di Herreruela de Oropesa, nella stessa provincia, dove le sue feste si celebrano ogni anno con particolare fervore.

## Miracolo dell'incontro con la Vergine
La notte del 18 dicembre 665 sant'Ildefonso, insieme con i suoi chierici e alcuni altri, si erano recati in chiesa per cantare inni in onore della Vergine Maria. Qui avrebbero trovato la cappella che brillava di una luce tanto abbagliante che provarono timore. Tutti sarebbero fuggiti tranne Ildefonso e due suoi diaconi, che sarebbero entrati, avvicinandosi all'altare. Davanti a loro avrebbero visto la Vergine Maria, seduta sulla cattedra del vescovo e circondata da una compagnia di vergini che intonavano canti celestiali. Maria avrebbe fatto loro un cenno con il capo perché si avvicinassero. Dopo che ebbero obbedito, la Vergine avrebbe fissato i suoi occhi su di lui dicendogli: «Tu sei il mio cappellano e notaio fedele. Ricevi questa casula che mio Figlio ti manda dalla sua tesoreria.» Dopo aver detto questo, la Vergine stessa lo avrebbe vestito, dandogli istruzioni di usarla solamente nei giorni festivi in suo onore.
Questa apparizione e l'episodio della casula furono ritenute prove così chiare, che il concilio di Toledo ordinò un giorno di festa speciale per perpetuarne la memoria. L'evento appare documentato nell'Acta Sanctorum come "La Discesa della Santissima Vergine e la sua Apparizione". L'importanza che acquisisce questo fatto miracoloso, occorso nella Spagna gotica e trasmesso ininterrottamente lungo i secoli, è stata molto grande per Toledo e per la sua cattedrale. Gli arabi, durante la dominazione musulmana, quando la basilica cristiana fu convertita in moschea rispettarono scrupolosamente questo luogo e la pietra che vi si trova, in quanto lo consideravano un luogo sacro in relazione con la Vergine Maria che è venerata nel Corano.
Questa circostanza permette di affermare che il miracolo era conosciuto prima dell'invasione musulmana e che non si tratta di una delle molte devozioni della pietà medievale, che scaturirono dalla religiosità popolare.
Nella cattedrale i pellegrini possono ancora venerare la pietra, sulla quale la Vergine Santissima pose i piedi quando apparve a sant'Ildefonso.

## Opere
Di quelle recensite dall'Elogium si conservano le seguenti:
- Sopra la verginità di Santa Maria contro tre infedeli (De virginitate S. Mariae contra tres infideles), la sua opera principale e più apprezzata, di stile molto sorvegliato e piena di entusiasmo e devozione mariana (fu chiamato il "cappellano della Vergine" nella commedia che, con questo stesso titolo, scrisse Lope de Vega). I tre eretici a cui si riferisce sono Gioviniano ed Elvidio, confutati già da san Girolamo, e un ebreo anonimo. Questo fa pensare che il santo volesse confutare qualcuno del suo tempo, che, forse per influenza ebraica, riprendeva le stesse opinioni ritenute errate. L'opera è costituita da un'orazione iniziale e da 12 capitoli: nel primo, difende contro Gioviniano la verginità di Maria nel concepimento e nel parto; nel secondo, sostiene contro Elvidio che Maria fu sempre vergine; a partire dal terzo, mostra che Gesù Cristo è Dio e l'integrità perpetua di Maria. Dipende strettamente da sant'Agostino e sant'Isidoro di Siviglia, e costituisce il punto di arrivo della teologia mariana in Spagna. Fu tradotto da Alfonso Martínez di Toledo, detto l'Arciprete di Talavera. «Lo scritto di Ildefonso sulla verginità perpetua di Maria è stato edito per la prima volta dal carmelitano Miguel Alfonso de Carranza a Valenza nel 1556 e questa edizione, oggi rarissima, fu ristampata a Basilea nel 1557, a Lovanio nel 1569 e, nel 1575, dal de La Bigne nella Sacra Bibliotheca Patrum. L’edizione più diffusa nel XVI e XVII secolo è quella del cordigliere François Feuardent, pubblicata a Parigi l’anno successivo e ristampata nella Magna e nella Maxima Bibliotheca Veterum Patrum.»[7]

- Commentario sopra la conoscenza del battesimo (come recensice san Giuliano) o Annotazioni sopra la conoscenza del battesimo (Liber de cognitione baptismi unus), scoperto e pubblicato nel Settecento[8]. L'opera è di grande interesse per la storia del battesimo in Spagna. Scritta con finalità pastorale, espone al popolo semplice la dottrina della Tradizione circa questo sacramento. È divisa in 142 capitoli: nei primi 13 tratta della creazione dell'uomo e del peccato originale; nei capitoli 14-16, del battesimo di Giovanni e del battesimo di Cristo, affermando che solo il secondo perdona i peccati; nei capitoli 17-35, espone come si deve ricevere il battesimo e spiega le cerimonie; nei capitoli 36-95, spiega il Credo, che si deve imparare a memoria (è un prezioso documento per lo studio della storia del simbolo in Spagna); nei capitoli 96-131, torna sui riti battesimali; nei capitoli 131-137, spiega il Padre nostro; nei capitoli 138-140 tratta dell'Eucaristia e nei capitoli 141-142 spiega la liturgia del lunedì e del martedì di Pasqua come coronazione dei riti dell'iniziazione cristiana. Le fonti principali sono: le Enarrationes in psalmos di sant'Agostino, i Moralia di san Gregorio Magno e le Etimologie di sant'Isidoro.
- Sopra il progresso del deserto spirituale (De progressu spiritualis deserti), che rappresenta una prosecuzione dell'opera precedente. Dopo il battesimo, simboleggiato dal passaggio del mar Rosso, l'anima cammina per il Vangelo, come gli israeliti per il deserto. L'opera utilizza in modo esteso l'allegoria.
- Sopra gli uomini illustri (De viris illustribus), che è la continuazione dell'omonima opera di sant'Isidoro, a differenza del quale enumera non solo scrittori, ma anche ecclesiastici illustri per la loro santità o doti di governo. Dei 13 personaggi che sono ritratti, 7 sono toledani. Tuttavia, autori dell'importanza di Braulio di Saragozza o Isidoro di Siviglia, sono appena tratteggiati. Nello stile e nelle notizie dipende da san Girolamo, da Gennadio e da sant'Isidoro. Sebbene quest'opera non sia recensita nell'Elogium, data l'attribuzione dei manoscritti che lo indicano unanimemente come autore, viene ritenuta autentica[senza fonte].
- Infine, si conservano due Lettere indirizzate a Quirico di Barcellona.

Non si conservano le opere seguenti: Liber prosopopeiae imbecillitatis propriae, Opusculum de proprietate personarum Patris et Filii et Spiritus Sancti, Opusculum adnotationum actionis propriae, Opusculum adnotationum in sacris. L'Elogium parla di Messe composte da Ildefonso, inni e sermoni; la tradizione manoscritta gliene attribuisce alcuni, che la maggior parte dei crítici ritiene apocrifi.

## Dottrina
L'Elogium dice di Ildefonso che fu notevole per la sua eloquenza. Molto radicato nella tradizione patristica, il suo sforzo principale consiste nel dare al popolo in forma accessibile «la dottrina degli antichi». La sua teologia è fondamentalmente mariana e sacramentale. Afferma con chiarezza la sua fede nel parto verginale («Non voglio che sospettiate che la purezza della nostra Vergine sia stata corrotta nel parto... non voglio che infrangiate la sua verginità per l'uscita di chi nasce, non voglio che priviate la Vergine del titolo di madre, non voglio che priviate la madre della pienezza della gloria virginale»), e con insistenza la proclama Madre di tutti gli uomini.
Nella dottrina sacramentale, raccomanda la comunione quotidiana («Chiediamo in quest'orazione del Padre Nostro che questo pane, lo stesso Cristo, ci sia dato ogni giorno»), difende la tesi che il battesimo amministrato dagli eretici sia comunque valido e non debba ripetersi, e che non è valido invece se si omette nella formula una delle tre Persone divine. Il battesimo può essere conferito solo dai sacerdoti, eccetto nei casi di grave necessità. Dopo parla del sacramento della confermazione, mettendola in relazione con il sacerdozio dei fedeli: «Posto che siamo popolo eletto e sacerdozio regale, siamo unti dopo il battesimo dell'acqua con il crisma» e dell'infusione dello Spirito attraverso l'imposizione delle mani.

## Possibili influenze nella liturgia iberica
Da abate, Ildefonso di Toledo fu l'autore del canone I del X Concilio di Toledo (656), che fissò la festa dell'Incarnazione al 25 marzo e la festa di santa Maria nella data avventizia del 18 dicembre, a otto giorni dalla Natività (25 dicembre). A lui si attribuiscono anche la messa e l'ufficio di questa festa e alcuni possibili ritocchi nella messa di Natale. La rimodellazione dell'antico calendario liturgico in modo che permettesse di celebrare il mistero della maternità virginale di Maria avveniva nel contesto del confronto tra la fede cattolica e l'arianesimo, già fortemente diffuso presso i Visigoti e non del tutto superato, particolarmente in alcuni ambienti che erano entrati in relazione economica e organizzativa con gruppi di ebrei.
L'uso di chiamare in Spagna la Madonna "la Vergine" (nello stesso modo in cui in Francia è "Nostra Signora" e in Italia "la Madonna") è stato attribuito alla devozione mariana di sant'Ildefonso e alla diffusione della sua teologia.

## Chiese dedicate a sant'Ildefonso di Toledo
- Chiesa di Sant'Ildefonso a Porto
- Chiesa di Sant'Ildefonso a Toledo
- Chiesa dei Santi Ildefonso e Tommaso da Villanova a Roma
- Chiesa di Sant’Ildefonso a Milano